# Superbike-VM 2008
Superbike-VM 2008 kördes över 14 omgångar och 28 heat. Troy Bayliss tog sin tredje VM-titel, och avslutade karriären med en vinst i sista tävlingen i Algarve.
Reglementet för Superbike-VM förändrades så att tvåcylindriga motorer får en maximal volym på 1200 cm3 medan de fyrcylindriga motorerna fortsatt fick ha en maximal cylindervolym på 1000 cm3. Serien består av 14 tävlingshelger med friträningar och 2 kvalpass på fredag och lördag, ett så kallat Superpole där de 16 kvalsnabbaste kör ett snabbt varv ensam på banan och slutligen två race på söndagen både med startordning från samma kval och superpole.